# Équipier (cyclisme)

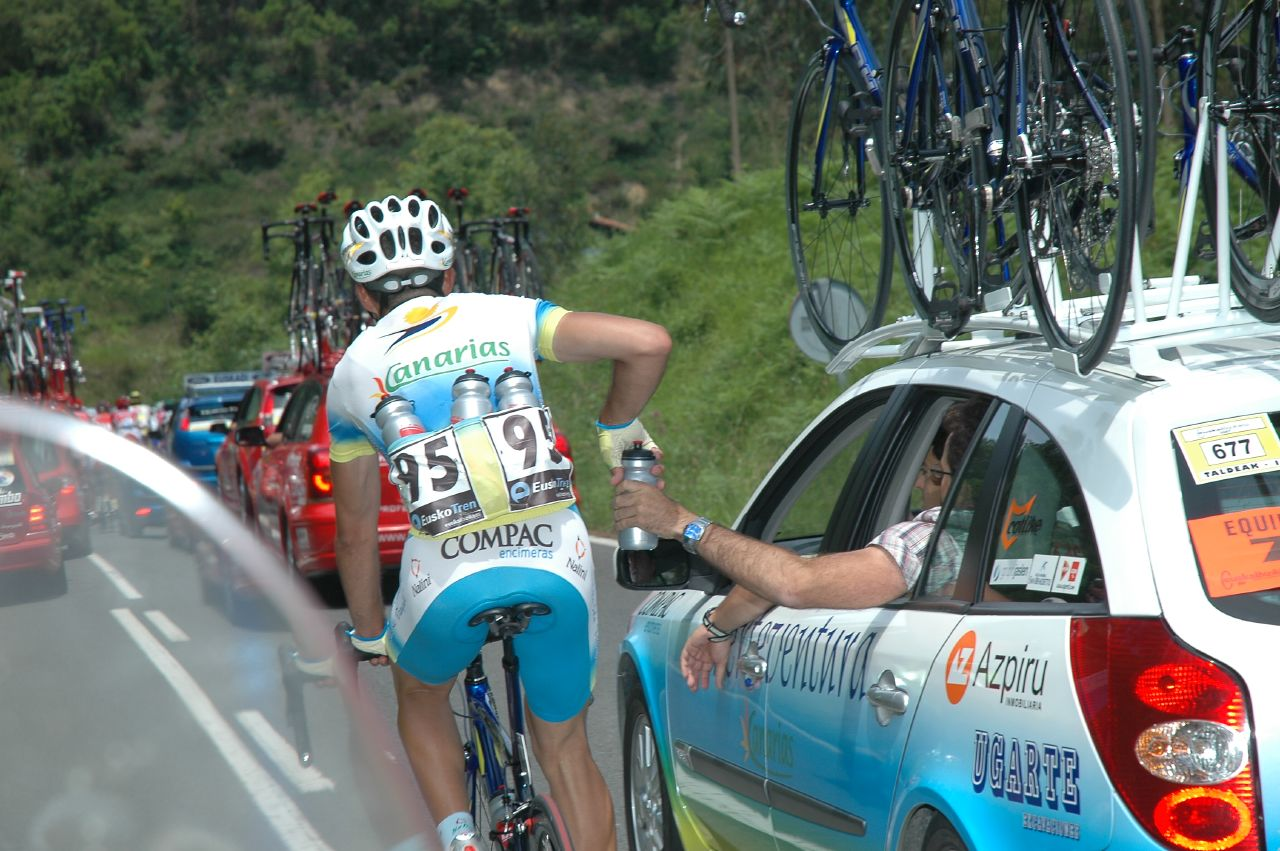
Le coureur Javier Cherro Molina, équipier.

Pour les articles homonymes, voir Équipier.
L'équipier est un terme de cyclisme sur route qui désigne un type de coureur dont l'objectif principal, voire exclusif, est d'aider le leader d'équipe à atteindre ses propres objectifs sportifs.
Il a pour rôle d'aider le coureur en lui apportant de la nourriture et de l'eau mais également à lui changer de vélo en cas de crevaison ou autres problèmes mécaniques. Il est également sollicité pour aider son leader à réussir son échappée en prenant ses relais ou en « cassant » le rythme des concurrents.
Un équipier dévoué à son leader est parfois appelé « domestique ».